# Canton de Martel
Le canton de Martel est une circonscription électorale française située dans le département du Lot et la région Occitanie.

## Géographie
Ce canton est organisé autour de Martel dans l'arrondissement de Gourdon. Son altitude varie de 90 m (Floirac) à 345 m (Floirac).

## Histoire
À la suite du redécoupage cantonal de 2014, les limites territoriales du canton sont remaniées. Le nombre de communes du canton passe de 10 à 18.

## Représentation

### Conseillers d'arrondissement (de 1833 à 1940)
| Période                                  | Période | Identité                                    | Étiquette   | Qualité |
| ---------------------------------------- | ------- | ------------------------------------------- | ----------- | --- |
| 1833                                     | 1836    | M. Solinhac                                 |             | Notaire à Martel                                                                                            |
| 1836                                     | 1842    | Jean Denis Maturié (1800-1863)              |             | Avocat, adjoint au maire de Martel                                                                          |
| 1842                                     | 1848    | Guillaume Labrunie (de) Laprade (1791-1871) |             | Officier d'infanterie, adjoint puis maire de Martel (1843-1847 et 1852-1860)                                |
|                                          |         |                                             |             | |
| av.1884                                  | 1910    | Gabriel-Léonard Laplagne                    | Républicain | Adjoint au maire de Martel, suppléant du juge de paix                                                       |
| 1910                                     |         | Jean Lascoux                                | Radical     | Cultivateur, maire de Creysse                                                                               |
| 1919                                     | 1940    | M. Chassaing                                | Radical     | Maire de Creysse                                                                                            |
| 1940                                     |         |                                             |             | Les conseils d'arrondissement ont été suspendus par la loi du 12 octobre 1940 et n'ont jamais été réactivés |
| Les données manquantes sont à compléter. |         |                                             |             | |

### Conseillers généraux de 1833 à 2015
| Période | Période           | Identité                      | Étiquette              | Qualité |
| ------- | ----------------- | ----------------------------- | ---------------------- | --- |
| 1833    | 1845 (décès)      | Pierre Louis Touron           | Majorité ministérielle | Médecin à Cazillac Député (1832-1834)                                                                                            |
| 1846    | 1848              | François de Verninac de Croze | Conservateur           | Président du Tribunal civil de Tulle Député de la Corrèze (1846-1848)                                                            |
| 1848    | 1849 (annulation) | Léon Lamothe                  |                        | Notaire à Floirac |
| 1849    | 1852              | Antoine Sérager               | Républicain            | Avocat à Martel |
| 1852    | 1864              | Guillaume Labrunie-Laprade    |                        | Maire de Martel |
| 1864    | 1877              | Antoine Sérager               | Républicain            | Avocat à Martel |
| 1877    | 1907              | Albert Lachièze               | Républicain            | Avocat - Maire de Martel (1876-1925) Député (1889-1906)                                                                          |
| 1907    | 1913              | Ludovic Laverdet              | Rad.                   | Négociant à Martel |
| 1919    | 1925              | Armand Bouat                  | Rad.                   | Négociant - Mandataire aux Halles de Paris Député (1924-1929) Maire de Martel (1925-1929)                                        |
| 1925    | 1940              | Louis-Jean Malvy              | Rad.                   | Attaché au cabinet de Léon Bourgeois Député (1906-1919 et 1924-1942) Maire de Souillac (1929-1940) Ministre (entre 1911 et 1926) |
|         |                   |                               |                        | |
| 1944    | 1945              | Pierre Durieux                |                        | Maire de Martel Nommé conseiller départemental en 1944                                                                           |
|         |                   |                               |                        | |
| 1945    | 1949              | Eloi Lascoux                  | SFIO                   | Cultivateur - Maire de Baladou                                                                                                   |
| 1949    | 1973              | Roger Milhomme                | Rad.                   | Artiste-peintre - Maire de Sarrazac                                                                                              |
| 1973    | 1985              | Maurice Pélissier (1916-2011) | PCF                    | Directeur honoraire de collège, ancien instituteur Maire de Martel (1977-1986) - Conseiller régional                             |
| 1985    | 2015              | Jean-Claude Requier           | PRG                    | Professeur - Maire de Martel (1986-2014) Premier Vice-Président du Conseil Général Sénateur depuis 2011                          |

### Conseillers départementaux à partir de 2015
| Période élective | Période élective | Mandat | Mandat           | Identité                   | Nuance | Nuance | Qualité |
| ---------------- | ---------------- | ------ | ---------------- | -------------------------- | ------ | ------ | --- |
| 2015             | 2021             | 2015   | 2021             | Christian Delrieu          |        | DVD    | Agriculteur Maire de Bétaille Ancien conseiller général du Canton de Vayrac (2001-2015) |
| 2015             | 2021             | 2015   | 2021             | Michèle Fournier-Bourgeade |        | DVD    | Chef d'entreprise, conseillère municipale de Martel, adjointe au maire depuis 2020 |
| 2021             | 2028             | 2021   | 2023 (démission) | Raphaël Daubet             |        | DVG    | Chirurgien-dentiste, maire de Martel (2020-2023) Président de la fédération du Lot du Parti radical Président de la Communauté de communes Causses et Vallée de la Dordogne (2020-2023), sénateur depuis 2023 |
| 2021             | 2028             | 2023   | en cours         | Jean-Christophe Cid        |        | DVG    | Maire de Carennac |
| 2021             | 2028             | 2021   | en cours         | Gaëligue Jos               |        | PS     | Conseillère en relations entreprises à Pôle Emploi, maire de Saint-Michel-de-Bannières |

### Résultats détaillés

#### Élections de mars 2015
À l'issue du 1er tour des élections départementales de 2015, deux binômes sont en ballotage : Christian Delrieu et Michèle Fournier-Bourgeade (DVD, 42,46 %) et Marielle Alary et Jean-Philippe Pageot (PS, 29,4 %). Le taux de participation est de 63,91 % (5 186 votants sur 8 114 inscrits) contre 59,43 % au niveau départemental et 50,17 % au niveau national.
Au second tour, Christian Delrieu et Michèle Fournier-Bourgeade (DVD) sont élus avec 56,76 % des suffrages exprimés et un taux de participation de 63,3 % (2 638 voix pour 5 136 votants et 8 114 inscrits).

#### Élections de juin 2021
Le premier tour des élections départementales de 2021 est marqué par un très faible taux de participation (33,26 % au niveau national). Dans le canton de Martel, ce taux de participation est de 43,34 % (3 515 votants sur 8 110 inscrits) contre 43,85 % au niveau départemental. À l'issue de ce premier tour,  le binôme constitué de Raphaël Daubet et Gaëligue Jos (Union au centre et à gauche, 100 %), est élu avec 100 % des suffrages exprimés.

## Composition

### Composition avant 2015
Avant le redécoupage cantonal de 2014, le canton de Martel regroupait dix communes.
| Nom                    | Code Insee | Codepostal | Superficie (km2) | Population (dernière pop. légale) | Densité (hab./km2) |
| ---------------------- | ---------- | ---------- | ---------------- | --------------------------------- | ------------------ |
| Martel (chef-lieu)     | 46185      | 46600      | 35,28            | 1 665 (2012)                      | 47                 |
| Baladou                | 46016      | 46600      | 15,74            | 406 (2012)                        | 26                 |
| Cazillac               | 46067      | 46600      | 19,02            | 435 (2012)                        | 23                 |
| Cressensac             | 46083      | 46600      | 23,04            | 641 (2012)                        | 28                 |
| Creysse                | 46084      | 46600      | 9,51             | 294 (2012)                        | 31                 |
| Cuzance                | 46086      | 46600      | 29,74            | 572 (2012)                        | 19                 |
| Floirac                | 46106      | 46600      | 19,02            | 279 (2012)                        | 15                 |
| Montvalent             | 46208      | 46600      | 27,61            | 300 (2012)                        | 11                 |
| Saint-Denis-lès-Martel | 46265      | 46600      | 7,93             | 324 (2012)                        | 41                 |
| Sarrazac               | 46298      | 46600      | 18,38            | 534 (2012)                        | 29                 |

### Composition depuis 2015
Lors du redécoupage de 2014, le canton de Martel comprenait dix-huit communes entières.
À la suite de la création au 1er janvier 2019 des communes nouvelles de Cressensac-Sarrazac et du Vignon-en-Quercy, le canton compte désormais seize communes entières.
| Nom                            | Code Insee | Intercommunalité                    | Superficie (km2) | Population (dernière pop. légale) | Densité (hab./km2) | Modifier                                    |
| ------------------------------ | ---------- | ----------------------------------- | ---------------- | --------------------------------- | ------------------ | ------------------------------------------- |
| Martel (bureau centralisateur) | 46185      | CC Causses et Vallée de la Dordogne | 35,28            | 1 639 (2022)                      | 46                 | modifier les données · modifier les données |
| Baladou                        | 46016      | CC Causses et Vallée de la Dordogne | 15,74            | 391 (2022)                        | 25                 | modifier les données · modifier les données |
| Bétaille                       | 46028      | CC Causses et Vallée de la Dordogne | 13,99            | 1 073 (2022)                      | 77                 | modifier les données · modifier les données |
| Carennac                       | 46058      | CC Causses et Vallée de la Dordogne | 19,00            | 426 (2022)                        | 22                 | modifier les données · modifier les données |
| Cavagnac                       | 46065      | CC Causses et Vallée de la Dordogne | 10,34            | 415 (2022)                        | 40                 | modifier les données · modifier les données |
| Condat                         | 46074      | CC Causses et Vallée de la Dordogne | 6,12             | 399 (2022)                        | 65                 | modifier les données · modifier les données |
| Cressensac-Sarrazac            | 46083      | CC Causses et Vallée de la Dordogne | 41,42            | 1 154 (2022)                      | 28                 | modifier les données · modifier les données |
| Creysse                        | 46084      | CC Causses et Vallée de la Dordogne | 9,51             | 311 (2022)                        | 33                 | modifier les données · modifier les données |
| Cuzance                        | 46086      | CC Causses et Vallée de la Dordogne | 29,74            | 655 (2022)                        | 22                 | modifier les données · modifier les données |
| Floirac                        | 46106      | CC Causses et Vallée de la Dordogne | 19,02            | 240 (2022)                        | 13                 | modifier les données · modifier les données |
| Montvalent                     | 46208      | CC Causses et Vallée de la Dordogne | 27,61            | 309 (2022)                        | 11                 | modifier les données · modifier les données |
| Saint-Denis-lès-Martel         | 46265      | CC Causses et Vallée de la Dordogne | 7,93             | 334 (2022)                        | 42                 | modifier les données · modifier les données |
| Saint-Michel-de-Bannières      | 46283      | CC Causses et Vallée de la Dordogne | 7,74             | 341 (2022)                        | 44                 | modifier les données · modifier les données |
| Strenquels                     | 46312      | CC Causses et Vallée de la Dordogne | 9,01             | 264 (2022)                        | 29                 | modifier les données · modifier les données |
| Vayrac                         | 46330      | CC Causses et Vallée de la Dordogne | 16,33            | 1 279 (2022)                      | 78                 | modifier les données · modifier les données |
| Le Vignon-en-Quercy            | 46232      | CC Causses et Vallée de la Dordogne | 21,82            | 955 (2022)                        | 44                 | modifier les données · modifier les données |
| Canton de Martel               | 4614       |                                     | 290,60           | 10 185 (2022)                     | 35                 | modifier les données                        |

## Démographie

### Démographie avant 2015
| 1962  | 1968  | 1975  | 1982  | 1990  | 1999  | 2006  | 2011  | 2012  |
| ----- | ----- | ----- | ----- | ----- | ----- | ----- | ----- | ----- |
| 5 056 | 4 858 | 4 661 | 4 612 | 4 494 | 4 721 | 5 157 | 5 483 | 5 450 |

### Démographie depuis 2015
En 2022, le canton comptait 10 185 habitants, en évolution de +1 % par rapport à 2016 (Lot : +1,31 %, France hors Mayotte : +2,11 %).
| 2013   | 2018   | 2022   |
| ------ | ------ | ------ |
| 10 254 | 10 145 | 10 185 |